# ソン・スンヒョン
ソン・スンヒョン（宋承炫、1992年8月21日 - ）は、韓国の元歌手、元俳優。2009年1月にFTISLAND加入。ギター・ボーカル・ラップを担当していた。

## 人物
- 身長181cm、体重60kg。血液型O型。
- 弟が一人、ペットはヨークシャテリアのコンアリ。現在2匹目のチョングク
- 趣味は、音楽鑑賞、演技。特技は、ピアノ、即興ソング、ラップ、原始人の真似。
- ソウル公演芸術高等学校卒業[1]

2009年1月29日 前ギタリストのオ・ウォンビンに代わってギタリスト、ボーカリスト、ソングライターを務めた。
2019年12月31日 FTILAND脱退。FNCからも離れ、俳優として活動した。
2024年2月15日 自身のInstagramを通じて「私は悩んだ末に芸能界を離れ、おそらく韓国を離れて新しい生活を始めたいと考えています」と伝えた。
2024年2月20日 あるメディアはソン・スンヒョンは2024年6月に長年の恋人と結婚するとし、結婚後はアメリカで飲食店を経営している花嫁の父親の家業を引き継いで、新しい人生を始める予定だと報じた。これを受け、ソン・スンヒョンは自ら報道に言及し、結婚を認めた。

## 出演

### テレビドラマ
- 『Jack The Ripper』のダニエル役